# Nancy Faeser
Nancy Faeser, född 13 juli 1970 i Bad Soden, är en tysk politiker (SPD). Hon har sedan 2 november 2019 varit ordförande för de tyska socialdemokraterna SPD i Hessen och är sedan 8 december 2021 Tysklands inrikesminister.
Från 2003 tills hon utsågs till inrikesminister var hon medlem av Hessens lantdag, Hessens förbundslandsparlament, och från 2019 ordförande för SPD:s lantdagsgrupp i Hessen och därmed också ledare för oppositionen.

## Uppväxt och tidig karriär
Nancy Faeser växte upp i Schwalbach am Taunus, som dotter till den kommunala tjänstemannen och borgmästaren Horst Faeser. Hon bort fortfarande kvar på orten. Familjen Faeser kom ursprungligen från Duisburg och hade en tydlig socialdemokratisk prägel. Efter examen från Albert Einstein-skolan i Schwalbach am Taunus 1990 studerade hon juridik vid Johann Wolfgang Goethe-universitetet i Frankfurt am Main. Hon läste också en utlandstermin vid det nu nedlagda New College of California i San Francisco. Hon avslutade sina studier och tog statsexamen 1996. Mellan 1996 och 1998 arbetade hon under Günter Frankenberg i Frankfurt vid avdelningen för offentlig rätt, rättsfilosofi och komparativ rätt. Efter sin notarietid vid Oberlandesgericht Frankfurt avlade hon sin andra statsexamen 2000, parallellt med att hon arbetade som forskningsassistent hos Clifford Chance i Frankfurt am Main. Efter examen arbetade Faeser som advokat hos Clifford Chance mellan 2000 och 2007. Hon arbetade sedan som advokat på den affärsjuridiska advokatbyrån Görg i Frankfurt am Main tills hon utsågs till förbundsminister.
Nancy Faeser är gift och har en son som är född 2015.

## Partiengagemang
Faeser har varit medlem i SPD sedan 1988. Hon har varit ordförande för SPD:s lokalavdelning i Schwalbach am Taunus sedan 1996. Från 1999 till 2009 och från 2015 till 2021 var hon vice ordförande; från 2009 till 2015 var hon ordförande för SPD i distriktet Main-Taunus. Från 2003 till 2015 var hon ledamot av distriktsstyrelsen för SPD Hessen-Süd och från 2000 till 2009 ledamot i styrelsen för arbetsgruppen för socialdemokratiska jurister (AsJ; Arbeitsgemeinschaft sozialdemokratischer Juristinnen und Juristen) i SPD Hessen-Süd. Sedan 2009 har hon varit medlem i arbetsgruppen "Innen" för SPD:s partiledare i Berlin. Faeser är sedan 2009 medlem i Socialdemokraterna i Polisen (SiP). 2013 valdes hon in i den styrelsen för SPD i Hessen. Från februari 2014 till 2019 var hon SPD:s generalsekreterare i Hessen. 2019 ställde hon upp som kandidat i ordförandevalet för SPD i Hessen efter att Thorsten Schäfer-Gümbel klev ned från politiken. Hon valdes till ordförande i november 2019.

## Medlem av det hessiska förbundslandsparlamentet
Sedan 2003 har Faeser suttit i det hessiska förbundslandsparlamentet. I oktober 2007 utsågs hon till justitieminister i den dåvarande SPD-toppkandidaten Andrea Ypsilantis skuggkabinett. I det hessiska förbundslandsvalet 2008 valdes Faeser åter in i det hessiska förbundslandsparlamentet. Hon valdes in i den parlamentariska gruppens verkställande utskott som juridisk rådgivare för SPD:s parlamentariska grupp. I förbundslandsnyvalet 2009 valdes hon åter in i det hessiska landtagsparlamentet. Sedan 2009 har hon varit vice parlamentarisk gruppledare och inrikes talesperson för SPD:s parlamentariska grupp i Hessen. Faeser är ordförande för den hessiska landtagens fängelseunderkommitté och ordförande för den parlamentariska kontrollkommissionen för skydd av konstitutionen. Hon har sedan 2013 varit ordförande för G-10-kommissionen, som bevakar avlyssningsärenden, i Hessen.
Faeser har varit ledamot av distriktsrådet i Main-Taunus-distriktet sedan 1993 och kommunalråd i sin hemstad Schwalbach am Taunus sedan 2006. 2004 var hon del av den tolfte förbundsförsamlingen, 2009 tog hon del i den trettonde förbundsförsamlingen och 2010 i den fjortonde.
2013 plockade SPD:s toppkandidat Thorsten Schäfer-Gümbel in Faeser i sitt "lag för förändring", där hon hanterade kommunal-, inrikes- och idrottspolitik. I förbundslandsvalet i Hessen 2013 ställde hon upp i valkretsen Main-Taunus I, men misslyckades med att vinna parlamentsplatsen som gick till Christian Heinz. Hon lyckades dock komma in i förbundslandsparlamentet igen via listplats nummer två i SPD Hessen. Hon utsågs till efterträdare till Thorsten Schäfer-Gümbel 4 april och valdes till ordförande i den parlamentariska gruppen i september 2019.
I och med sin utnämning till minister i Tysklands regering lämnade Faeser sin plats i Hessens förbundslandsparlament och därmed också sin roll som ledare av oppositionen i Hessen. Hon ersattes i förbundslandsparlamentet av Rüdiger Holschuh.
Som medlem av det hessiska förbundslandsparlamentet fick Faeser två hotbrev som undertecknats med den högerextrema gruppen NSU 2.0. 2021 publicerade hon en gästartikel i VVN-BdA:s (Vereinigung der Verfolgten des Naziregimes – Bund der Antifaschistinnen und Antifaschisten) tidning antifa, där hon beskriev hotbreven som "fulla av vidriga högerextrama fantasier". Ett halvår senare, efter att hon utnämnts till inrikesminister i Tyskland, kritiserades detta av konservativa Junge Freiheit, eftersom VVN-BdA betraktas som vänsterextremt av delar av den tyska säkerhetstjänsten. Detta plockades upp av tyska kristdemokrater och Alternativ för Tyskland och ledde till en mediedebatt. Faeser avvisade anklagelserna.

## Tysklands inrikesminister
Nancy Faeser utsågs till Tyskland inrikesminister i Olaf Scholz regering 8 december 2021. Hon efterträdde Horst Seehofer och blev den första kvinnan att inneha posten. Vid nomineringen till inrikesminister pekade hon kampen mot högerextremismen, som hon nämnde som det största hotet mot den fria demokratiska ordningen, som ett särskilt prioriterat område.
Faeser nämner också kampen mot barnmisshandel som en av fokuspunkterna i sitt arbete. Hon har meddelat en avvikande syn på EU:s planer på att tvinga meddelandeleverantörer att söka i meddelanden efter skildringar av sexualiserat våld mot barn. Efter att först ha stött planerna ändrade hon sig delvis med motiveringen att det inte skulle vara förenligt med medborgarnas rätt till frihet att kontrollera varje privat meddelande utan misstanke.
Faeser har också pekat ut kampen mot klanbrottslighet som en prioritet under hennes mandatperiod och syftar till att slå sönder kriminella klanstrukturer. Hon anser att detta kräver att man konsekvent utvisar utländska kriminella klanmedlemmar till deras hemländer.
Faeser har också stött en migrationspolitik som skulle göra det möjligt för människor som har vistats i fem år i Tyskland utan tillstånd men utan att utvisats att få permanent uppehållstillstånd, förutsatt att de talar tillräcklig tyska och ansvarar för sitt eget uppehälle, dock enbart för personer som invandrat före 1 januari 2022. De tyska kristdemokraterna kritiserade detta som "starka incitament för illegal migration till Tyskland".

## Källhänvisningar
1. ↑  Deutsche Nationalbibliothek (red.), läs online, läst: 20 augusti 2023.[källa från Wikidata]
2. ↑  Internet Movie Database, IMDb-ID: nm1859585co0047972, läst: 20 augusti 2023.[källa från Wikidata]
3. ↑  Hessens lantdag (red.), läs online, läst: 20 augusti 2023.[källa från Wikidata]
4. 1 2 3 4  Gemeinsame Normdatei, Deutsche Nationalbibliotheks katalog-id-nummer: 11382510037749153-1, läst: 20 augusti 2023.[källa från Wikidata]
5. ↑  The Federal Government | Cabinet (på engelska), läs online, läst: 22 december 2021.[källa från Wikidata]
6. ↑  The Federal Government | Cabinet (på engelska), läs online, läst: 16 februari 2022.[källa från Wikidata]
7. ↑  läs online, hessischer-landtag.de .[källa från Wikidata]
8. ↑  ”Klar und fröhlich: Das ist Innenministerin Nancy Faeser (SPD) aus Hessen” (på tyska). www.fr.de. https://www.fr.de/politik/nancy-faeser-spd-innenministerin-bundesregierung-olaf-scholz-91162538.html. Läst 14 november 2022.
9. 1 2  Yumpu.com. ”Faeser, Nancy - Lebenslauf - SPD Hessen” (på tyska). yumpu.com. https://www.yumpu.com/de/document/read/32445054/faeser-nancy-lebenslauf-spd-hessen. Läst 14 november 2022.
10. ↑  ”Nach Schäfer-Gümbels Rückzug: Nancy Faeser kandidiert für SPD-Vorsitz | hessenschau.de | Politik”. web.archive.org. 28 mars 2019. Arkiverad från originalet den 28 mars 2019. https://web.archive.org/web/20190328213636/https://www.hessenschau.de/politik/nach-schaefer-guembels-rueckzug-nancy-faeser-kandidiert-fuer-spd-vorsitz,faeser-kandidiert-fuer-vorsitz-100.html. Läst 14 november 2022.
11. ↑  ”Nachfolge von Schäfer-Gümbel: Nancy Faeser ist neue SPD-Vorsitzende | hessenschau.de | Politik”. web.archive.org. 2 november 2019. Arkiverad från originalet den 2 november 2019. https://web.archive.org/web/20191102132025/https://www.hessenschau.de/politik/nachfolge-von-schaefer-guembel-nancy-faeser-ist-neue-spd-vorsitzende,spd-neuer-vorsitz-100.html. Läst 14 november 2022.
12. ↑  ”Thorsten Schäfer-Gümbel beruft Nancy Faeser für den Bereich Inneres, Kommunales und Sport - Archiv: Wechsel-Mannschaft - SPD Hessen im Internet”. web.archive.org. 16 januari 2014. Arkiverad från originalet den 16 januari 2014. https://web.archive.org/web/20140116101422/http://www.spd-hessen.de/meldungen/33229/133433/Thorsten-Schaefer-Guembel-beruft-Nancy-Faeser-fuer-den-Bereich-Inneres-Kommunales-und-Sport.html. Läst 14 november 2022.
13. ↑  ”Hessens SPD stellt sich neu auf” (på tyska). www.fr.de. https://www.fr.de/rhein-main/landespolitik/hessens-spd-stellt-sich-neu-auf-91164714.html. Läst 14 november 2022.
14. ↑  Iskandar, Katharina. ”NSU 2.0: Neuer Drohbrief gegen SPD-Politikerin Faeser” (på tyska). FAZ.NET. ISSN 0174-4909. https://www.faz.net/aktuell/rhein-main/region-und-hessen/nsu-2-0-neuer-drohbrief-gegen-spd-politikerin-faeser-17375957.html. Läst 14 november 2022.
15. ↑  http://x-tm.de, X.-TM GmbH-. ”NSU 2.0 aufgeklärt? – Magazin der VVN-BdA” (på tyska). https://antifa.vvn-bda.de/2021/07/03/nsu-2-0-aufgeklaert/,%20https://antifa.vvn-bda.de/2021/07/03/nsu-2-0-aufgeklaert/. Läst 14 november 2022.
16. ↑  Grothe, Solveig (6 februari 2022). ”Nancy Faeser und ihr Beitrag in »antifa«: Wer steckt hinter der VVN-BdA?” (på tyska). Der Spiegel. ISSN 2195-1349. https://www.spiegel.de/geschichte/nancy-faeser-und-ihr-beitrag-in-antifa-wer-steckt-hinter-der-vvn-bda-a-1716e69a-0ee9-4179-97c6-0d634aeb1abe. Läst 14 november 2022.
17. ↑  ”Diskussion um Faeser: Faeser weiter in Bedrängnis” (på tyska). FAZ.NET. ISSN 0174-4909. https://www.faz.net/aktuell/politik/faeser-nach-beitrag-in-bedraengnis-vereinigung-wird-vom-bundesamt-beobachtet-17786985.html. Läst 14 november 2022.
18. 1 2  Bubrowski, Helene; Berlin. ”Faeser und die „Antifa“: Gruppe VVN wird vom Verfassungsschutz beobachtet” (på tyska). FAZ.NET. ISSN 0174-4909. https://www.faz.net/aktuell/politik/faeser-und-die-antifa-verfassungsschutz-beobachtet-gruppe-vvn-17786794.html. Läst 14 november 2022.
19. ↑  ”Schriftliche Kleine Anfrage der Abgeordneten Dr. Alexander Wolf, Dr. Joachim Körner, Dr. Bernd Baumann, Dirk Nockemann, Dr. Ludwig Flocken und Andrea Oelschlaeger (AfD) vom 20.08.15 und Antwort des Senats”. Arkiverad från originalet den 22 april 2023. https://web.archive.org/web/20230422103642/https://www.buergerschaft-hh.de/ParlDok/dokument/49559/extremismus-bek%C3%A4mpft-hamburg-nicht-mit-extremisten-ii-%E2%80%93-steuergelder-f%C3%BCr-beobachtungsobjekte-des-verfassungsschutzes-.pdf. Läst 14 november 2022.
20. ↑  Huesmann, Felix. ”Nancy Faeser: Beitrag in Antifa-Magazin – das steckt hinter der Organisation VVN-BdA” (på tyska). www.rnd.de. https://www.rnd.de/politik/nancy-faeser-beitrag-in-antifa-magazin-das-steckt-hinter-der-organisation-vvn-bda-F7BYM4XBYNEYBHEIC6WLPA56EU.html. Läst 14 november 2022.
21. ↑  deutschlandfunkkultur.de. ”Gastbeitrag von Nancy Faeser für "antifa" - "Antifaschismus ist per se kein Extremismus"” (på tyska). Deutschlandfunk Kultur. https://www.deutschlandfunkkultur.de/nancy-faeser-antifa-linksextremismus-100.html. Läst 14 november 2022.
22. ↑  ”Faeser wehrt sich gegen Kritik an Gastbeitrag im Magazin "antifa"”. Die Zeit. 6 februari 2022. https://www.zeit.de/politik/2022-02/nancy-faeser-innenministerin-gastbeitrag-antifa. Läst 14 november 2022.
23. ↑  tagesschau.de. ”Innenministerin Faeser wehrt sich gegen Kritik von Union und AfD” (på tyska). tagesschau.de. https://www.tagesschau.de/inland/innenpolitik/faeser-kritik-101.html. Läst 14 november 2022.
24. ↑  tagesschau.de. ”Nancy Faeser wird Deutschlands erste Innenministerin” (på tyska). tagesschau.de. https://www.tagesschau.de/inland/innenpolitik/nancy-faeser-107.html. Läst 14 november 2022.
25. ↑  ”Zukünftige Bundesinnenministerin Nancy Faeser: Alle Energie der Politik” (på tyska). www.fr.de. https://www.fr.de/politik/nancy-faeser-spd-hoffnungstraegerin-innenministerin-ampel-kabinett-91161058.html. Läst 14 november 2022.
26. ↑  ”»Chatkontrolle«: Messengerüberwachung dürfte an Deutschland scheitern” (på tyska). Der Spiegel. 23 maj 2022. ISSN 2195-1349. https://www.spiegel.de/netzwelt/netzpolitik/chatkontrolle-messenger-ueberwachung-duerfte-an-deutschland-scheitern-a-61338f80-839f-4798-b8d9-180e7a5bb711. Läst 14 november 2022.
27. ↑  ”Innenministerin Faeser will Kinder schützen” (på tyska). www.fr.de. https://www.fr.de/politik/innenministerin-faeser-will-kinder-schuetzen-91566954.html. Läst 14 november 2022.
28. ↑  NACHRICHTEN, n-tv. ”Faeser kündigt Härte gegen Clans an” (på tyska). n-tv.de. https://www.n-tv.de/politik/Faeser-kuendigt-Haerte-gegen-Clans-an-article23317096.html. Läst 14 november 2022.
29. ↑  ”Gut integrierte Geduldete bekommen Aussicht auf dauerhaftes Bleiberecht” (på tyska). WEB.DE News. 6 juli 2022. https://web.de/magazine/politik/integrierte-geduldete-bekommen-aussicht-dauerhaftes-bleiberecht-37083624. Läst 14 november 2022.
30. ↑  tagesschau.de. ”Migrationspolitik: Kabinett beschließt neues Aufenthaltsrecht” (på tyska). tagesschau.de. https://www.tagesschau.de/inland/kabinett-bleiberecht-103.html. Läst 14 november 2022.
31. ↑  ”Kabinett: Bleibeperspektive für langjährig Geduldete” (på tyska). Die Zeit. 6 juli 2022. https://www.zeit.de/news/2022-07/06/kabinett-bleibeperspektive-fuer-langjaehrig-geduldete. Läst 14 november 2022.